# Ingeniero Sajaroff
Ingeniero Sajaroff é uma junta de governo da província de Entre Ríos (província), na Argentina.